# Stagnicola turricula
Stagnicola turricula е вид охлюв от семейство Lymnaeidae. Видът не е застрашен от изчезване.

## Разпространение
Разпространен е в Австрия, България, Германия, Грузия (Абхазия), Полша, Румъния, Русия (Дагестан, Европейска част на Русия, Ингушетия, Кабардино-Балкария, Карачаево-Черкезия, Краснодар, Северна Осетия, Ставропол и Чечня), Словакия, Турция, Украйна (Крим), Унгария и Чехия.